# 2021年乍得总统选举
2021年乍得总统选举于2021年4月11日举行。自1990年透过政变上台以来，時任总统伊德里斯·代比已连续五次连任，此次选举是其嘗試六度連任。多家国际媒体称代比为“威权统治者”并认为其权力“根深蒂固”。先前他曾禁止乍得公民在网上发帖，尽管乍得于2019年解除了对社交媒体的全面禁令，但限制措施仍然存在。
根据4月19日公布的初步结果，代比以79%的得票率再次当选。然而在仅一天后的4月20日，军方宣布代比在前线与反叛组织“乍得变革和协和阵线”作战时阵亡。
代比去世后，“过渡军事委员会”宣布接管政权，该委员会由他的儿子穆罕默德·代比领导，并解散了政府和立法机构，还宣称将在未来18个月掌权，其后再举行新一届总统选举。然而乍得国内部分政治力量认为，组建该过渡军事政府是一场“政变”，因为这一进程并未遵循宪法中关于总统职位空缺时的规定。根据宪法，总统职位空缺后应由国民议会议长哈龙·卡巴迪出任临时总统，并在45日至90日内举行新一场选举。

## 背景

### 选制
根据乍得现行选举制度，乍得总统通过两轮投票制度选出，任期五年。若候选人在首轮投票中未获得绝对多数票，则需进行第二轮投票。在2016年的总统选举中，共有23名候选人提交了参选申请，包括时任总统伊德里斯·代比。反对派的重要人物恩加尔勒吉·约龙加尔因“文件不足”被禁止参选。2016年选举当天，移动互联网、固定互联网连接及短信服务被切断。由于拍摄许可未获续签，许多外国电视台无法报導选后局势。法国电视台TV5Monde的设备被没收，工作人员因在投票站拍摄被拘留数小时。2016年4月21日，乍得选举委员会宣布代比赢得61.56%的选票，位列第二的候选人萨利赫·凯布扎博获得12.80%的选票。宪法委员会于5月4日确认了选举结果，并以“无法审理联名上诉”为技术理由，驳回了反对派候选人联合提出的上诉。法院最终公布的正式结果显示，代比得票率为59.92%，而凯布扎博的得票率为12.77%。

### 人权背景
据国际特赦组织的说法，乍得在2021年总统选举前夕普遍存在未经审判的拘留、对集会的系统性禁止以及打压新闻自由。该组织呼吁释放因“扰乱公共秩序”而被逮捕的活动人士及其他人员。对此代比则坚称新冠疫情和虚假消息才是真正泛滥的问题，他的做法只是打击与疫情相关的虚假消息。代比稱，社群媒體用户没有发布“真实且经过核实的資訊”，而是在散布“虚假消息和操控舆论，从而制造疑虑、恐慌和社会恐惧”。他进一步强调有必要通过反对仇恨言论和分裂行为来捍卫国家。

## 预测
非洲战略研究中心指出，由于政治反对派的活动空间极其有限，本次总统选举“预计将主要流于形式”。专栏作家斯蒂芬·卡费罗在《Quartz Africa》撰文时也表达了类似观点，重点批评了时任总统的主导地位。他写道：“乍得是威权政体下选举形态的典型例子。面对现任总统伊德里斯·代比的利益，反对派几乎没有竞争空间。代比牢牢掌控政府的各个权力机构以及媒体等其他关键利益相关者。”

## 日期
选举按计划于2021年4月11日举行。就在同一天，一个名为“乍得变革和协和阵线”的武装反叛组织占领了乍得北部的多个军营。4月17日，政府方面宣布他们已摧毁了该组织的一支武装纵队。次日，总统代比在前线视察部队时与叛军交战中受伤，不久后去世。
代比去世后，其子穆罕默德·代比·伊特诺在法国支持下组建了“过渡军事委员会”。法国方面表示，在“特殊情况下”该委员会有助于稳定局势。随后国内爆发抗议活动，民众要求实现文人领导的过渡政权。

## 选举结果
根据4月19日公布的初步计票结果显示，总统伊德里斯·代比以79.3%的得票率赢得连任。
| 候选人     | 候选人                       | 政党                 | 票数      | %      |
| ---------- | ---------------------------- | -------------------- | --------- | ------ |
|            | 伊德里斯·代比                | 爱国拯救运动         | 3,663,431 | 79.32  |
|            | 阿尔贝·帕希米·帕达克         | 乍得全国民主同盟     | 476,464   | 10.32  |
|            | 莉迪·比塞姆达                | 争取全面民主与独立党 | 145,867   | 3.16   |
|            | 费利克斯·罗马敦加尔·尼亚尔贝 | 复兴与民主联盟       | 87,722    | 1.90   |
|            | 布里斯·盖德姆拜              | 乍得爱国共和运动     | 64,540    | 1.40   |
|            | 巴尔塔扎尔·阿拉杜姆·贾尔马   | 乍得社会主义复兴行动 | 59,965    | 1.30   |
|            | 萨利赫·凯布扎博              | 全国民主与复兴联盟   | 47,518    | 1.03   |
|            | 泰奥菲尔·邦戈罗              | 乍得团结与平等党     | 34,610    | 0.75   |
|            | 泰奥菲尔·永博贝              | 进步工人凝聚力联盟   | 19,923    | 0.43   |
|            | 恩加尔勒吉·约龙加尔          | 联邦、共和国行动     | 18,693    | 0.40   |
| 总共       | 总共                         | 总共                 | 4,618,733 | 100.00 |
|            |                              |                      |           |        |
| 资料来源： |                              |                      |           |        |